# Pendopo

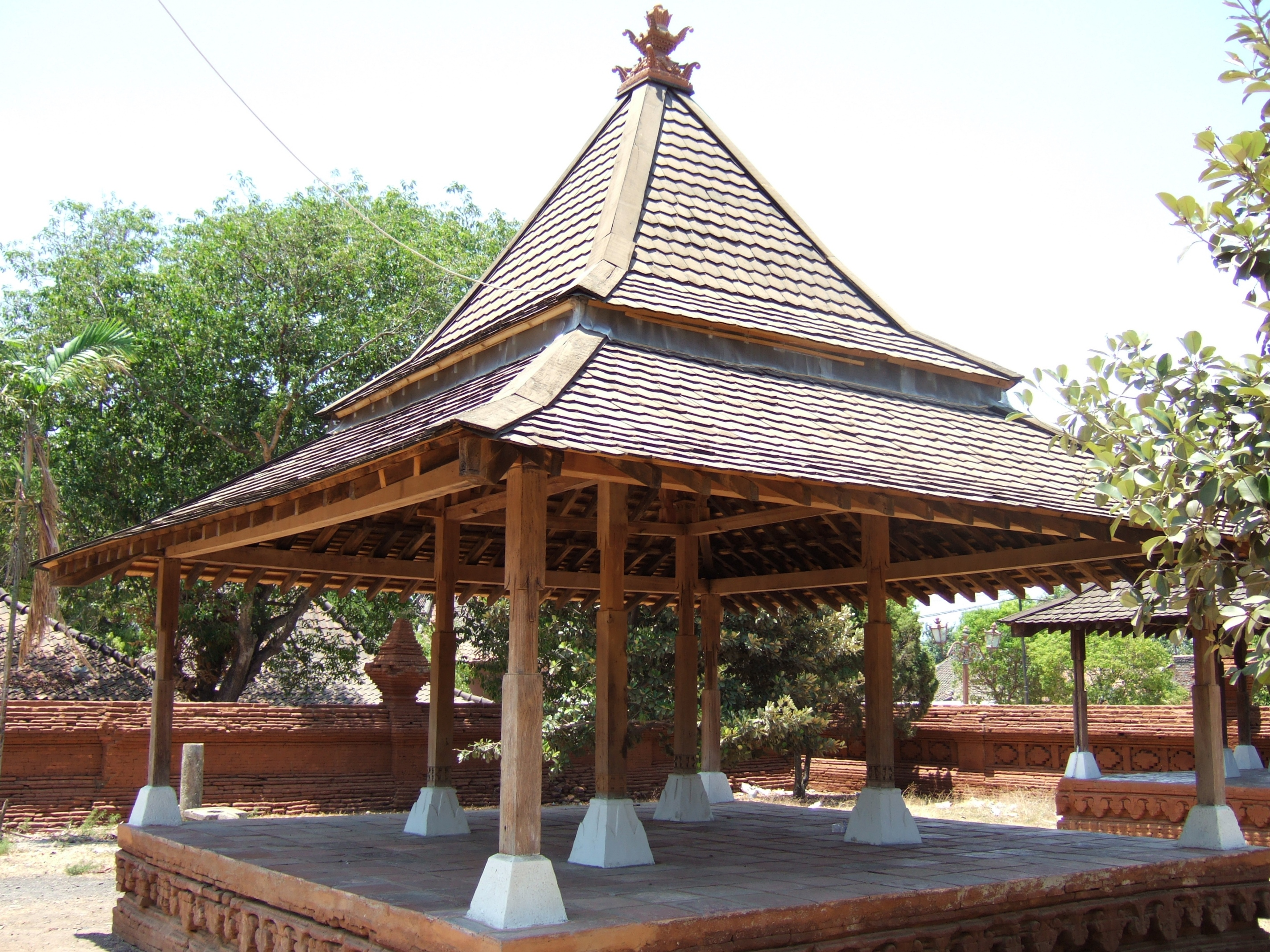
Pendopo en Kraton Kasepuhan, Cirebon

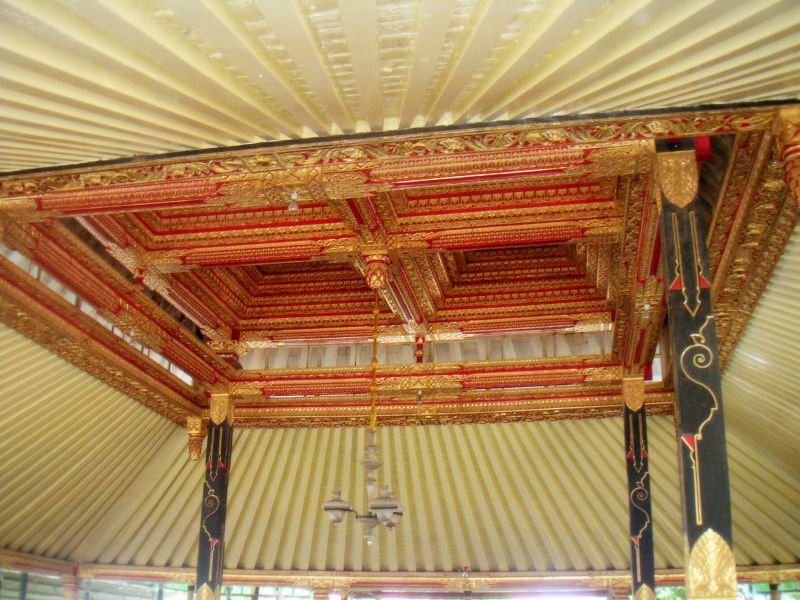
Techo Tumpangan dentro de un pendopo

Un pendopo o pendapa es un elemento  fundamental de la arquitectura Javanesa; una estructura construida en columnas similar a la de un pabellón. Sea la planta rectangular o cuadrada,  es completamente abierta por todos los  lados y proporciona refugio contra sol y lluvia, pero permite pasar la brisa y luz indirecta. La palabra pendopo es una variante de la palabra de sánscrito mandapa ("sala"). El escritor holandés Multatuli describió en su novela reformista colonial Max Havelaar al pendopo  como "parecido a un sombrero ancho, un paraguas o un árbol hueco, un pendopo es indudablemente la representación más sencilla que hay del concepto de 'techo'". Entre otros tipos se encuentra el pendopo con un techo escalonado.
Derivado de antiguos elementos arquitectónicos javaneses, los pendopo son espacios rituales comunes principalmente usados para ceremonia, aunque hoy en día su uso ceremonial ha disminuido. También se usan para una variedad de propósitos como un espacio de convivencia social, una entrada hacia el omah (casa tradicional javanés) e incluso  espacios de trabajo artesanal. Los pendopos pueden ser construidos como una estructura exenta, o sujetos a una estructura interior amurallada denominada dalem, que forma la parte del frente de una casa javanesa.

## Historia
Las imágenes supervivientes más antiguas de estas antiguas estructuras aparecen en relieves de Borobudur. Una vez alojaron a las instituciones de antiguos reinos javaneses, como tribunales, clero,  palacios, y se usaban para apariciones públicas del rey y sus ministros. En el complejo del siglo IX Ratu Boko, cercano a Prambanan,  hay rastros de bases de piedras cuadradas elevadas con umpaks, piedras con agujeros para poner pilares de madera encima de ellos. Estructuras similares también pueden ser encontradas en el siglo XIV. En la ciudad de Trowulan, datada en la era Mayapahit, bases de ladrillo cuadrado con piedras umpak sugieren que posiblemente algunos pendopos se encontraban allí. Dado que los pilares y el techo estuvieron compuestos de material orgánico de madera, no se evidencia ningún rastro del techo del pendopo. Los pendopo con ladrillos de base de estilo Majapahit se encuentran en el siglo XVI, en Kraton Kasepuhan, Cirebon, así como en el siglo XVII en Kota Gede, Yogyakarta. Estas evidencias sugieren que el diseño no ha cambiado mucho durante un milenio.
Los componentes fundamentales de los palacios javaneses (kraton) se mantienen, con influencias europeas siendo incorporadas a menudo desde el siglo XVIII. La mayoría de los pendopos están constituidos de madera, pero versiones de mampostería siguen existiendo, como en el Kraton Kanoman en Cirebon. Hoy en día, constructores o arquitectos adinerados desmantelan, transportan y vuelven a ensamblar pendopos, formando fachadas de estilo moderno-tradicional.